# 대구성서경찰서
대구성서경찰서(大邱城西警察署, Daegu Seongseo Police Station)는 대구광역시경찰청이 관할하는 경찰서 중 하나이다. 대구광역시 달서구 달구벌대로259길 15(이곡동 1252-7번지)에 위치하고 있다.
서장은 경무관으로 보한다.

## 기본 정보
- 주소: 대구광역시 달서구 달구벌대로259길 15(이곡동 1252-7번지)

## 연혁
- 2005년 11월 15일: 개서

## 관할 지구대·파출소
| 명칭          | 사진 | 주소             | 관할구역 | 치안센터     |
| ------------- | ---- | ---------------- | -------- | ------------ |
| 죽전파출소    |      | 용산로 212       |          |              |
| 감삼파출소    |      | 달구벌대로1606   |          |              |
| 신당지구대    |      | 선원로 62        |          |              |
| 두류파출소    |      | 야외음악당로 280 |          |              |
| 두류3동파출소 |      | 야외음악당로 202 |          |              |
| 성당파출소    |      | 구마로39길 83-16 |          | 본리치안센터 |
| 용산파출소    |      | 선원로 276       |          |              |
| 성서파출소    |      | 달구벌대로 1327  |          |              |

## 같이 보기
- 대구광역시지방경찰청